# Julius Sylvester

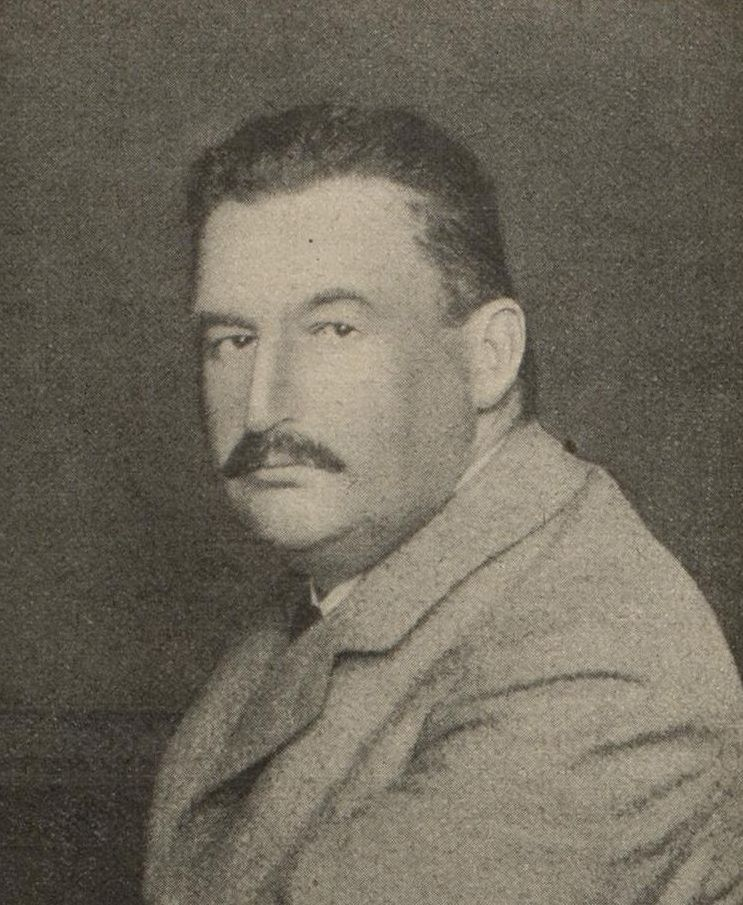
Julius Sylvester

Julius Sylvester (* 30. Juni 1854 in Wien; † 13. Juli 1944 in Seekirchen am Wallersee) war ein österreichischer Jurist und deutschnationaler, antisemitischer Politiker. Er war von 1897 bis 1918 Mitglied und von 1911 bis 1914 Präsident des Abgeordnetenhauses im österreichischen Reichsrat. 1917 gründete er die Deutschnationale Partei. Von 1919 bis 1930 gehörte er dem Verfassungsgerichtshof der Ersten Republik an.

## Leben
Nach Besuch des (1871 verstaatlichten) Piaristengymnasiums in Krems studierte Sylvester von 1873 bis 1877 an der Universität Wien Jus. 1874 wurde er als Student Mitglied der Wiener akademischen Burschenschaft Teutonia und 1881 auch Ehrenmitglied der Wiener akademischen Burschenschaft Libertas. Später etablierte Sylvester als Alter Herr in den 1880ern und 1890ern die Teutonia als antisemitische Verbindung.
Nach der Gerichtspraxis wurde er 1879 Auskultant am Landesgericht Salzburg. 1880 promovierte er zum Dr. iur., anschließend war er Advokaturskonzipient und ab 1886 selbst Advokat (Rechtsanwalt) in Salzburg. Er praktizierte diesen Beruf bis 1928. Daneben war er von 1899 bis 1908 Vizepräsident der Advokatenkammer Salzburg sowie 1917–18 Mitglied des österreichischen Reichsgerichts.
Seit seinem Zuzug nach Salzburg machte Sylvester die Stadt nach und nach zum Zentrum der antisemitischen Ideologie von Georg von Schönerer. 1886 gründete er die Ortsgruppe Salzburg des Schulvereins für Deutsche, einer judenfeindlichen Abspaltung vom Deutschen Schulverein, die 1889 behördlich aufgelöst wurde. 1887 gründete er den Germanenbund in Salzburg, dessen Obmann er bis zur behördlichen Auflösung 1893 war. Ebenso leitete er den Kyffhäuser-Bund. 1892 erwarb er das Zeller Schlösschen in Seekirchen am Wallersee unweit von Salzburg. 1896/97 war er Vizebürgermeister der Stadt Salzburg. Zu dieser Zeit, von 1894 bis 1898, war Gustav Zeller Bürgermeister der Stadt. 
Ab 1897 war Sylvester Abgeordneter der Stadt Salzburg sowie der Handels- und Gewerbekammer Salzburg im (damals noch nach Kurien gewählten) Abgeordnetenhaus des Reichsrats. Zunächst als Hospitant und ab 1899 als ordentliches Mitglied saß er im parlamentarischen Verband der Deutschen Volkspartei. Nach der Wahlrechtsreform 1907 vertrat er den Wahlbezirk Salzburg 1, der einen Teil der Stadt Salzburg umfasste. Er war Klubobmann-Stellvertreter des aus Abgeordneten der Deutschen Volkspartei, Deutschen Agrarpartei und Deutschradikalen Partei bestehenden Deutschnationalen Verbands und nach dessen Fusion mit der Deutschen Fortschrittspartei 1908 Obmann des Nationalverbands der deutschfreiheitlichen Abgeordneten. 
In der XXI. Session von der Reichsratswahl 1911 bis zur Vertagung im März 1914 war Sylvester Präsident des Abgeordnetenhauses. 1917 konstituierte sich unter der Führung und anschließenden Obmannschaft Sylvesters die Deutschnationale Partei aus alpenländischen Abgeordneten des Nationalverbands der deutschfreiheitlichen Abgeordneten. Gegenüber den böhmischen Deutschradikalen war sie stärker antiklerikal ausgerichtet und sah durch die geografische Situation nicht die Tschechen, sondern die Südslawen als vorrangiges Feindbild. Die Abgeordneten seiner Partei gehörten ab Januar 1918 zum Verband der deutschnationalen Parteien, dessen Obmann-Stellvertreter Sylvester war.
Als deutschnationaler Abgeordneter war Sylvester 1918 / 1919 Mitglied der Provisorischen Nationalversammlung für Deutschösterreich und wurde von dieser zum (am 14. März 1919 wieder abgeschafften) Staatsnotar des neuen Staates berufen, der Gesetzesbeschlüsse zu beurkunden hatte. Nach Gründung der Ersten Republik wurde Sylvester 1919 zum Mitglied des neu geschaffenen Verfassungsgerichtshofes berufen, dem er bis 1930 angehörte.
Von 1915 bis 1922 war Sylvester Präsident der Internationalen Stiftung Mozarteum.
Julius Sylvester starb ein paar Tage nach seinem 90. Geburtstag im Jahre 1944 in seinem Schlösschen in Seekirchen am Wallersee und wurde in diesem Ort begraben.

## Ehrungen
- 1901: Ehrenbürger der Stadt Salzburg
- 1927: Ehrendoktorwürde der Universität Wien
- 1945: Dr.-Sylvester-Straße in der Stadt Salzburg